# Championnat d'Irlande du Nord féminin de football 2012
Navigation
Édition précédente Édition suivante
La saison 2012 du Championnat d'Irlande du Nord féminin de football Women's Premier League  est la neuvième saison du championnat. Le Glentoran Belfast United vainqueur de l’édition précédente remet son titre en jeu.

## Clubs participants
| \| Ballymena United Belfast: · Glentoran · Crusaders · Linfield Ladies · Newbridge Predators · YMCA Ladies Mid-Ulster Fermanagh Mallards \| Localisation des clubs engagés dans le championnat. |
| Ballymena United Belfast: · Glentoran · Crusaders · Linfield Ladies · Newbridge Predators · YMCA Ladies Mid-Ulster Fermanagh Mallards                                                           |

Ce tableau présente les huit équipes qualifiées pour disputer le championnat 2012. 
| Club                                                  | Stade                                 | Capacité | Ville          |
| ----------------------------------------------------- | ------------------------------------- | -------- | -------------- |
| Ballymena United Allstars Football Club               | The Showgrounds                       | -        | Ballymena      |
| Crusaders Newtownabbey Strikers Women’s Football Club | Seaview                               | 3 383    | Belfast        |
| Fermanagh Mallards Ladies Football Club               | Ferney Park                           | -        | Ballinamallard |
| Glentoran Belfast United                              | Billy Neill Playing Field (Terrain 2) | -        | Belfast        |
| Linfield Ladies Football Club                         | Billy Neill Playing Field (Terrain 1) | -        | Belfast        |
| YMCA Ladies Football Club                             | -                                     | -        | Belfast        |
| Mid Ulster Ladies Football Club                       | Mid Ulster Sports Arena               | -        | Cookstown      |
| Newbridge Predators Women's Football Club             | Victoria Park                         | 1 000    | Belfast        |

## Classement
| Rang | Équipe                          | Pts | J  | G  | N | P  | Bp | Bc | Diff |
| ---- | ------------------------------- | --- | -- | -- | - | -- | -- | -- | ---- |
| 1    | Crusaders Newtownabbey Strikers | 39  | 14 | 13 | 0 | 1  | 43 | 9  | +34  |
| 2    | Glentoran Belfast United T      | 33  | 14 | 11 | 0 | 3  | 66 | 9  | +57  |
| 3    | Mid-Ulster Ladies               | 27  | 14 | 9  | 0 | 5  | 46 | 29 | +17  |
| 4    | Ballymena Utd Allstars          | 17  | 14 | 5  | 2 | 7  | 18 | 29 | -11  |
| 5    | YMCA Ladies P                   | 15  | 14 | 5  | 0 | 9  | 23 | 35 | -12  |
| 6    | Newbridge Predators             | 14  | 14 | 4  | 2 | 8  | 24 | 41 | -17  |
| 7    | Linfield Ladies                 | 13  | 14 | 4  | 1 | 9  | 26 | 37 | -11  |
| 8    | Fermanagh Mallards              | 6   | 14 | 1  | 3 | 10 | 19 | 75 | -56  |

## Bilan de la saison
| Championnat d'Irlande du Nord féminin de football 2012-2013   |                                            |
| Champion                                                      | Crusaders Newtownabbey Strikers (5e titre) |
| Qualifications continentales                                  |                                            |
| Ligue des champions féminine de l'UEFA 2013-2014              | Crusaders Newtownabbey Strikers            |
| Promotions et relégations                                     |                                            |
| Promus en Championnat d'Irlande du Nord féminin de football   | Cliftonville Ladies                        |
| Relégués en Championnat d'Irlande du Nord féminin de football | YMCA Ladies                                |